# Gyüre
Gyüre ist eine ungarische Gemeinde im Kreis Vásárosnamény im Komitat Szabolcs-Szatmár-Bereg.

## Geografische Lage
Gyüre liegt ungefähr 48 Kilometer nordöstlich des Komitatssitzes Nyíregyháza und 7 Kilometer nordwestlich der Kreisstadt Vásárosnamény am linken Ufer des Flusses Theiß. Nachbargemeinden sind Aranyosapáti und Nagyvarsány.

## Geschichte
Der Ort ist über 700 Jahre alt. Er gehörte früher zum Komitat Szatmár, wurde 1876 dem Komitat Szabolcs zugeordnet und war Sitz des gleichnamigen Bezirksnotariats.  Gyüre hat seit 1900 ein Postamt und seit 1905 einen Bahnhof. Im Jahr 1913 gab es in der damaligen Kleingemeinde 151 Häuser und 913 Einwohner auf einer Fläche von 2636 Katastraljochen. Sie gehörte zu dieser Zeit zum Bezirk Tisza im Komitat Szabolcs. Von 1979 bis 1991 war der Ort mit Nagyvarsány vereinigt.

## Sehenswürdigkeiten
- Griechisch-katholische Kapelle Könnyező Pócsi Szűzanya
- Láczay-Haus (Láczay-ház), erbaut 1828
- Reformierte Kirche, erbaut um 1800 im spätbarocken Stil

## Verkehr
Durch Gyüre verläuft die Landstraße Nr. 4115. Es bestehen Busverbindungen nach Vásárosnamény und Kisvárda. Außerdem ist die Gemeinde angebunden an die Eisenbahnstrecke von Záhony nach Mátészalka. 